# خوني سر (دشت سر)
خوني سر (بالفارسية: خونی‌سر) هي قرية تقع في إيران في قسم دشت سر الريفي. يقدر عدد سكانها بـ 256 نسمة .